# Protis
Protis (en llatí Protys, en grec antic Πρωτύς) fou un artista del període grecollatí el nom del qual és conegut per una inscripció al peu d'una escultura representant quatre figures col·locades d'espatlla una a l'altre, trobades a Egipte i avui al Museu de Torí.
La inscripció diu ΠΡΩΤΎΤΟΞ ΤΕΧΝΗ ΕΡΓΑΞΤΗΡΙΑΡΧΟΨ que vol dir "l'obra de Protis, cap del taller dels artistes".